# Halysidota rhoda
Halysidota rhoda là một loài bướm đêm thuộc phân họ Arctiinae, họ Erebidae.